# 狭叶珍珠花
狭叶珍珠花（学名：Lyonia ovalifolia var. lanceolata）为杜鹃花科珍珠花属下的一个变种。